# 尚田街道
尚田街道，是中华人民共和国浙江省宁波市奉化区下辖的一个街道办事处，辖区面积154.64平方公里，据传古时此地有寺田，俗称和尚畈、后雅称为尚田畈，简称尚田，故名:89-90。

## 历史
唐时属松林乡、栖凤乡，宋至清属连山乡、松林乡，民国初属连山区、松林区，1925年设松林区尚田畈市、方门市、虹溪市，1939年属方门区松一乡、二乡、三乡，小万竹区连山一乡、二乡、三乡，1947年属松林区阮峰乡、方门乡，连山区甘润乡，1949年属方门区方门乡、阮峰乡、甘润乡，1950年甘润乡划归溪口区，后改为方门区尚田乡、葛岙乡、鸣雁乡、龚原乡、
方门乡，溪口区甘华乡、甘坪乡、诗岩乡，1956年撤销方门区，尚田乡，康亭乡河东村、昱南村、葛岙乡溪汪村、鸣雁乡下田塔村并入方门乡，甘华乡、诗岩乡并入甘坪乡，葛岙乡（除溪汪村）、鸣雁乡（除马夹岙村、下田塔村）、龚原乡合并为葛岙乡，1958年改为方门公杜方门管理区、甘坪管理区、葛岙管理区，1961年改为方门公社、甘坪公社、葛岙公社，属方门区，1962年方门公社更名为尚田公社，甘坪公社广一大队、广二大队、广三大队、鲍村大队划归尚田公社，1965年撤销方门区，1972年重新设立方门区，1981年甘坪公社更名为楼岩公社，方门区更名为尚田区，1983年改为尚田乡、楼岩乡、葛岙乡，1985年尚田乡改为尚田镇，1992年5月撤销尚田区，葛岙乡并入尚田镇，2001年6月楼岩乡并入尚田镇:12-17、205、503:90，2019年7月撤镇设立尚田街道，2019年8月26日正式成立。

## 行政区划
尚田街道下辖以下地区：
尚田社区、冷西村、下田塔村、鹊岙村、鸣雁村、方门村、大岙村、张家村、杜家村、孙家村、木吉岭村、下王村、后潭村、尚一村、尚二村、尚三村、尚西村、下畈村、王董村、广渡村、金地寺村、溪汪村、梅岭下村、下蒋村、葛岙村、王家岭村、沙栋头村、排溪村、龚原村、西岙村、桥棚村、楼岩村、柴家岙村、汇溪村、印家坑村、苕霅村、九龙村、杨家堰村、方家岙村、张家坑村、畈头村、许家村和山岙村。

## 中国传统村落
2013年8月26日，苕霅村列入第二批中国传统村落。